# Obermiethnach

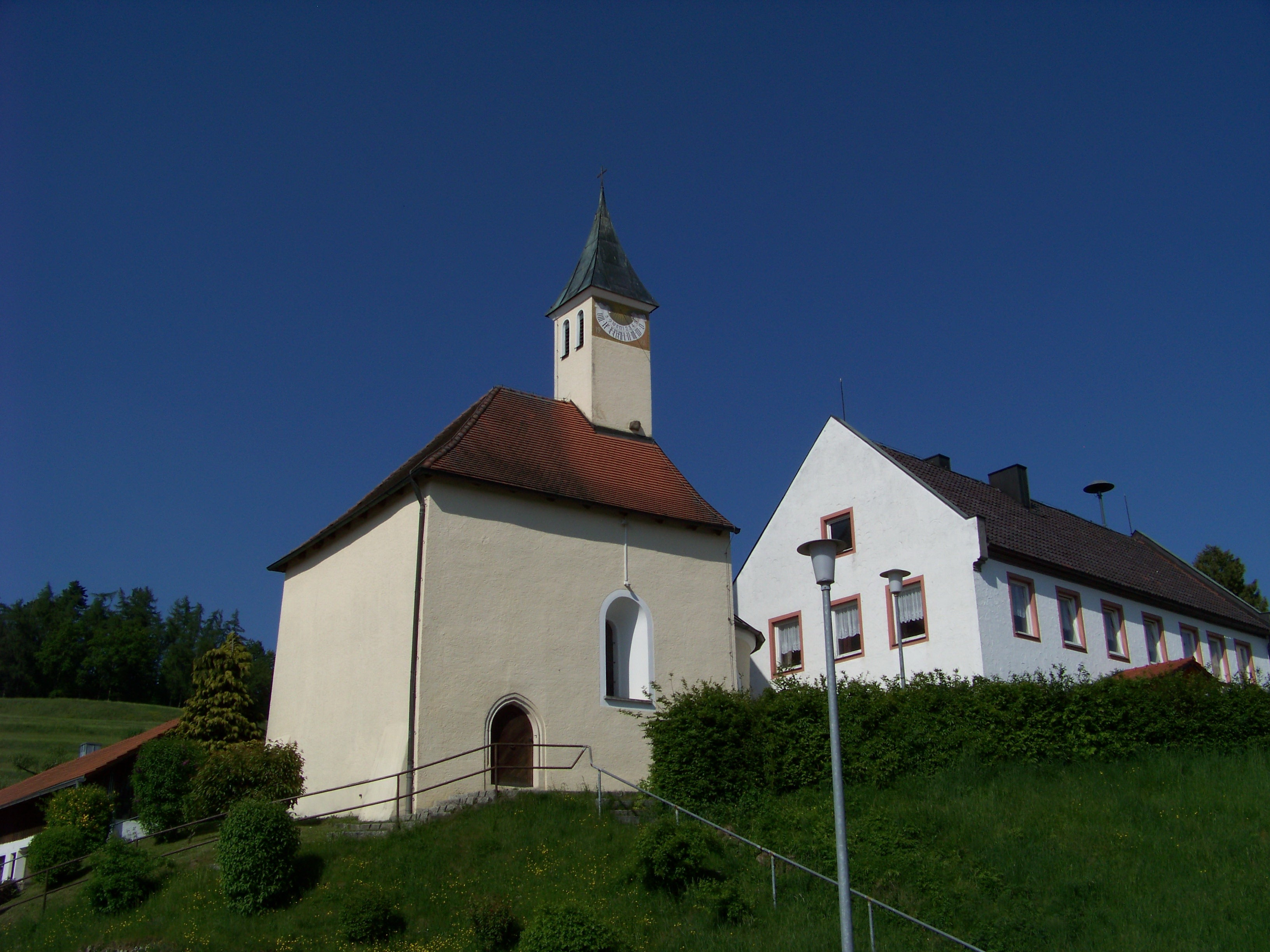
Kirche Sankt Peter und Paul

Obermiethnach ist ein Gemeindeteil und eine Gemarkung der Gemeinde Kirchroth im Landkreis Straubing-Bogen.

## Geschichte
Die Filialkirche St. Peter und Paul ist ein einheitlich romanischer Bau wohl aus dem 12. Jahrhundert.
Die Gemeinde Obermiethnach entstand 1818 durch das bayerische Gemeindeedikt von 1818 aus dem gleichnamigen Steuerdistrikt. Obermiethnach (mit den im Jahr 1945 oder 1946 eingegliederten Gebietsteilen der ehemaligen Gemeinde Waxenberg und insgesamt 96 Einwohnern) trat im Rahmen der Gebietsreform in Bayern zum 1. Juli 1972 vom Landkreis Regensburg zum Landkreis Straubing-Bogen über und wurde am 1. Mai 1978 der Einheitsgemeinde Kirchroth eingemeindet.